# Sandrine Blancke
Sandrine Blancke (Ukkel, 6 november 1978) is een Waalse actrice. Ze begon als jeugdacteur in de film Toto le héros (1991) van Jaco Van Dormael. Sindsdien speelde ze jaarlijks in één of meer Franstalige films of televisieseries. In 1994 kreeg ze een Plateauprijs als beste actrice voor haar rol als Marie in Le Fils du Requin (1993). In 2009 speelt ze een hoofdrol in de film Soeur Sourire van Stijn Coninx.
In het theater speelde ze in 2008 mee in de productie The inner worlds / Le souterrain - Le château die in de Hallen van Schaarbeek werd opgevoerd.

## Filmografie (selectie)
- 1991: Toto le héros
- 1993: Le Fils du Requin
- 1993: L'ombre d'un doute
- 2000: Regarde-moi
- 2001: Une fille de joie
- 2004: Hors la ville
- 2009: Soeur Sourire

- Bibliothèque nationale de France: cb14038899c (data)
- Gemeinsame Normdatei: 1062081390
- International Standard Name Identifier: 0000 0003 6441 5355
- Library of Congress Control Number: no2013143025
- Système universitaire de documentation: 142828432
- Virtual International Authority File: 262070416
- WorldCat: E39PBJvHfK933vw9qbkQMqPYT3